# Škabrnja
Škabrnja (Italiaans: Scabergne of Scabrigna) is een gemeente in de Kroatische provincie Zadar.
Škabrnja telt 1772 inwoners. De oppervlakte bedraagt 22,93 km², de bevolkingsdichtheid is 77,3 inwoners per km².
Steden (gradovi): Zadar · Benkovac · Biograd na Moru · Nin · Obrovac · Pag

Gemeenten (općine): Bibinje · Galovac · Gračac · Jasenice · Kali · Kolan · Kukljica · Lišane Ostrovičke · Novigrad · Pakoštane · Pašman · Polača · Poličnik · Posedarje · Povljana · Preko · Privlaka · Ražanac · Sali · Stankovci · Starigrad · Sukošan · Sveti Filip i Jakov · Škabrnja · Tkon · Vir · Vrsi · Zemunik Donji